# Deramas manobo
Deramas manobo är en fjärilsart som beskrevs av Schröder och Colin G.Treadaway 1978. Deramas manobo ingår i släktet Deramas och familjen juvelvingar. Inga underarter finns listade i Catalogue of Life.